# Centrale idroelettrica di Signayes
La centrale idroelettrica di Signayes è situata in località Signayes, nel comune di Aosta.

## Caratteristiche
Si tratta di una centrale ad acqua fluente che sfrutta le acque dei torrenti Buthier, Artanavaz, Buthier d'Ollomont e lo scarico della centrale idroelettrica di Valpelline. Oltre a queste risorse, la centrale può utilizzare il serbatoio stagionale di Place Moulin e per questo motivo è soggetta ad ampie variazioni di regolazione.
Il canale derivatore arriva al bacino di carico (in località Entrebin) avente capacità pari a 22.000 m3. Da questo bacino parte una condotta forzata, in galleria, che giunge sino alla centrale.
L'impianto, automatizzato dal 1977, è telecomandato da Pont-Saint-Martin.